# Лорена Бућан
Лорена Бућан (Сплит, 2002) хрватска је певачица и актуелна чланица музичке групе Магазин.
Рођена је у Сплиту 2002. године, а одрасла је у Мравинцима (насељено место у близини Солина). Певањем је почела да се бави са 8 година. Има старијег брата и две сестре. Освојила је 3. место у другој сезони музичког такмичења "РТЛ Звијезде" у којој јој је ментор био Петар Грашо. Учествовала је на Дори 2019. године са песмом „Вавилонска кула“ и заузела 2. место. Исте године наступила је на Сплитском фестивалу са песмом „Кад си ти у питању“ и на Загребачком фестивалу са песмом „Тихи океан“.
2020. године поново је учествовала на Дори, овог пута са песмом „Downing“ ("Обарање") и освојила пето место. Исте године објавила је сингл "Како само мајка зна" са којим је наступила на Сплитском фестивалу и освојила три награде, укључујући "Златни талас", прву награду жирија и награду за најбољу интерпретацију. Године 2021. објавила је сингл „Твоја и готово“ (Сплитски фестивал). Песма је добила награду Цесарица за хит месеца. Уследили су синглови "Боли ме" и "Једно без другог" (Сплитски фестивал) 2022. године, "Женска снага" 2023. и "Мелем" (Мелодије Јадрана) 2024. године.
Од новембра 2024. године певачица је групе Магазин, заменивши Андреу Шушњару, која је 14 година била вокал те музичке групе. Магазин је 8. новембра 2024. објавио нови сингл под називом „Несвјестица“ а Лорена је дебитовала као нова певачица.